# Ernst Joachim Förster
Ernst Joachim Förster (Naamsvarianten: Ernest, Ernst-Joachim, Foerster) (Münchengosserstädt an der Saale, 8 april 1800 - München, 29 april 1885) was een Duitse kunstschilder en kunstcriticus, schrijver en dichter.
Ernst Förster was auteur van onder meer een aantal belangrijke lijvige werken met betrekking tot de kunstgeschiedenis in Duitsland en Italië.

## Familienaam en gezinsleven
De familienaam Förster kan letterlijk worden vertaald als boswachter en was tijdens de middeleeuwen een titel die gevoerd werd door degene die door een heer of edele belast was met het toezicht op diens bos. Anders dan boswachters van vandaag de dag bestonden de taken ook uit het opsporen en oppakken van gevluchte bandieten die zich in het bos schuil hielden en het bespioneren van vijandelijke troepenbewegingen. De förster was ook wetshandhaver (vergelijkbaar met de functie van schout) en kon bij geschillen optreden als Advocaat of arbiter. 
Meerdere families in Zuid-Duitsland hebben onafhankelijk van elkaar Förster als achternaam aangenomen, terwijl Oost-Pruisische Forsters vrijwel allemaal afstammelingen zijn van een 18e-eeuwse Engelse Forster-familie.  Ernst Förster is een telg uit zo'n Zuid-Duitse familie.

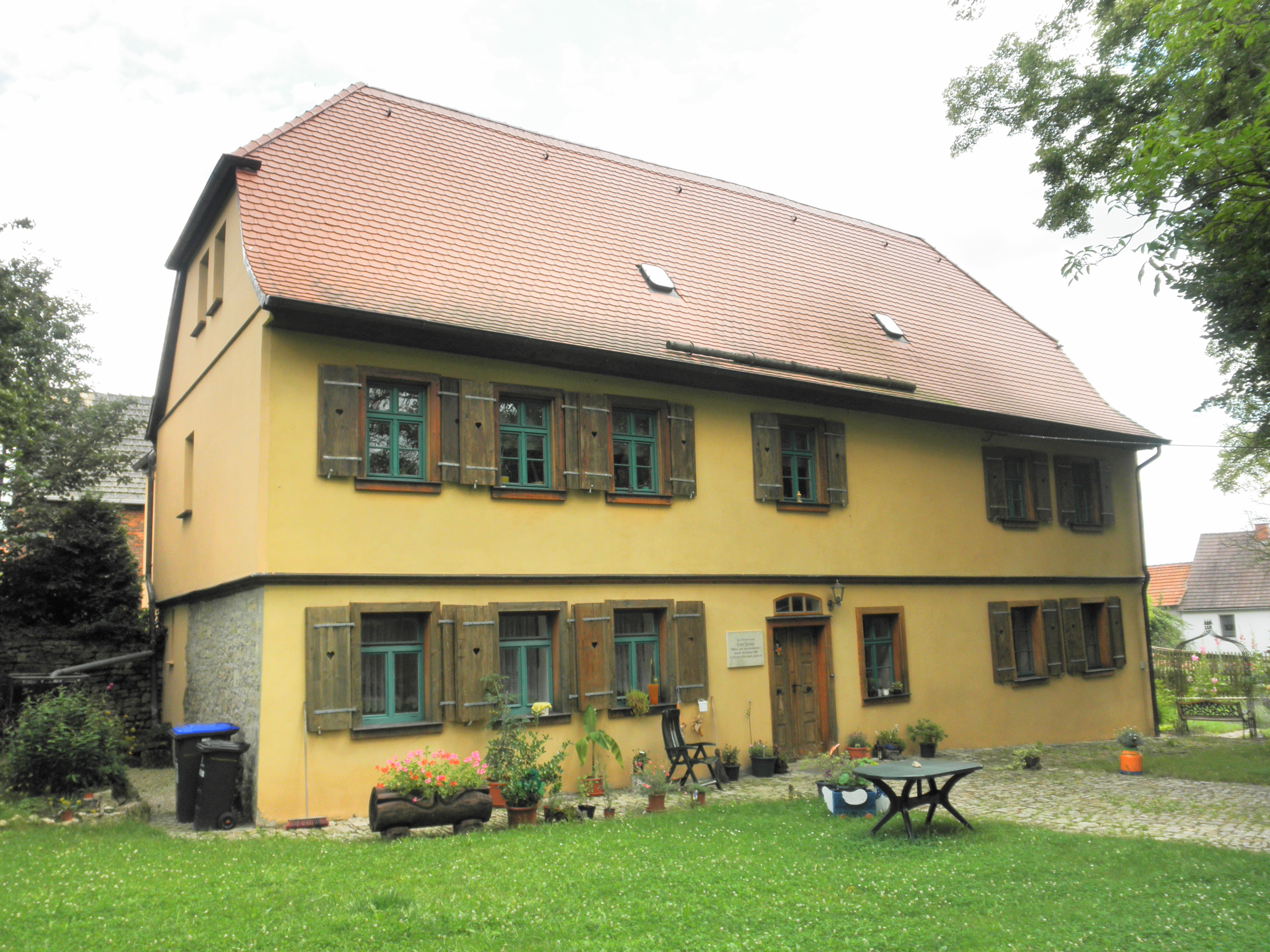
Het Pfarrhaus te Münchengosserstädt - geboortehuis van Ernst Förster; thans een klein Förster-museum

Förster groeide op in een predikantsgezin. Vader Karl Christoph Förster (1751 - 1811) was een Luthers predikant (pfarrer) en dichter van kerkliederen en oden. Ook hield hij zich bezig met schrijven van romans en schreef een singspiel, destijds een populair Duits opera-genre.
Karl Christoph was getrouwd met Henriette Christiane Louise (1765-????). Het paar had meerdere kinderen die zich met het schrijven en dichten bezig hielden.
Ernsts oudere broer Friedrich Christoph Förster, bijgenaamd Fritz, was naast Duits militair ook schrijver en dichter. Friedrich maakte van de kunst zijn werk: hij was onder meer directeur van een museum. Hij verkeerde in progressieve kringen; zo was hij voorman van het Gesetzlose Gesellschaft zu Berlin, een serviceclub waar de intellectuele, artistieke en militaire elite van Pruisen bijeen kwam om aan te dringen op de hervorming van de regering en samenleving.
Ersts oudere zuster Luise (1794-1877) was getrouwd met dichter Karl August Förster. Hun dochter Marie Laura werd eveneens schrijfster en was het petekind van Carl Maria von Weber.
Ernst trouwde zelf driemaal: zijn eerste vrouw was Emma Richter (1802-1853), die hij op 7 januari 1826 leerde kennen. Na vier maanden met haar gecorrespondeerd te hebben volgt de verloving. In de herfst dat jaar volgde het huwelijk, dat tot haar dood stand zou houden. Het paar kreeg meerdere kinderen. Na de dood van Emma hertrouwde Ernst Förster in 1857 met Alma Krause (????-1858). Tijdens dit korte huwelijk van anderhalf jaar maakte Ernst twee maandenlange reizen naar Italië. Vijf jaar na de dood van Alma volgde een huwelijk met Agnes von Melle (1823-1884).

## Een leven tijdens een tijdsgewricht
Een belangrijk deel van het leven van Ernst Förster speelde zich af tussen de Napoleontische oorlogen (1792 tot 1815) en de Duitse eenwording (1871).

### Franse revolutie
April 1800 werd Karl Christoph beroepen aan de kerkelijke gemeente Langenleuba-Niederhain nabij Altenburg in het Dubbelhertogdom Gotha en Altenburg. In het jaar 1806 treedt het dubbelhertogdom tot de Rijnbond (1806) en wordt daarmee een bondgenoot van Napoleon. Franse troepen Fransen werden al snel in de stad gelegerd. Ernsts broer Friedrich zal aan de napoleontische oorlogen deelnemen en raakte daarbij meerdere keren zwaargewond.
In de Duitse staten ten westen van Pruisen schafte Napoleon veel van de oude of middeleeuwse overblijfselen af, zoals de ontbinding van het Heilige Roomse Rijk in 1806. Hij legde rationele rechtssystemen op en liet zien hoe ingrijpende veranderingen mogelijk waren. Zijn organisatie van de Rijnbond in 1806 bevorderde een gevoel van nationalisme. Nadat Napoleon verslagen is zal, als tegenreactie op de Franse revolutie, het Duitse nationalisme (verder) vormgegeven worden.

### Duitse nationalisme
In de 19e eeuw werd het Duitse nationalisme gepromoot door Hegeliaans georiënteerde academische historici die Pruisen zagen als de ware drager van de Duitse geest, en de macht van de staat als het uiteindelijke doel van nationalisme. De drie belangrijkste historici waren Johann Gustav Droysen (1808–1884), Heinrich von Sybel (1817–1895) en Heinrich von Treitschke (1834–1896). Droysen ging van liberalisme over naar een intens nationalisme dat het Pruisische protestantisme, efficiëntie, vooruitgang en hervorming vierde, in schril contrast met het Oostenrijkse katholicisme, onmacht en achterlijkheid. Hij idealiseerde de Hohenzollern-koningen van Pruisen. Zijn omvangrijke Geschiedenis van de Pruisische politiek (14 delen, 1855-1886) was fundamenteel voor nationalistische studenten en geleerden. Von Sybel was de oprichter en redacteur van het vooraanstaande academische geschiedenistijdschrift Historische Zeitschrift en publiceerde als directeur van de Pruisische staatsarchieven massale compilaties die werden verslonden door adepten van het nationalisme.

### Duitse Bond en Noord-Duitse Bond
De Duitse Bond trad in werking uit kracht van de Bondsakte van 8 juni 1815, die door 38 staten - 34 vorstendommen en 4 vrije steden - werd ondertekend. Het doel van de Bond was enerzijds door een gezamenlijk optreden tegenover het buitenland de zelfstandigheid van Duitsland te bewaren en anderzijds het handhaven van de autonomie van de individuele staten.
De Duitse Bond verving het Heilige Roomse Rijk dat door Frans II van Oostenrijk in 1806 werd opgeheven.
Onder Metternich stond de Bondsdag in het teken van de Restauratie en werden liberale en constitutionele stromingen onderdrukt. Dit kwam duidelijk tot uiting in de Besluiten van Karlsbad (1819) en de demagogenvervolging (1819-1848).
Het anti-liberale en anti-nationalistische beleid droeg er wezenlijk aan bij dat in 1848 de Maartrevolutie uitbrak. Te Frankfurt kwam het Frankfurter Parlement bijeen dat zich beraadde over een nieuwe Duitse eenheidsstaat op liberale grondvesten. Het parlement hief in juni de Bondsdag op en vormde een provisorische rijksregering onder de Reichsverweser (regent) aartshertog Johan. In 1849 nam het een liberale grondwet (de Paulskirchenverfassung) aan en koos het de Pruisische koning Frederik Willem IV tot keizer. Diens weigering de kroon uit handen van het volk te ontvangen betekende het mislukken van de liberale beweging. Pruisen zag zich na het Verdrag van Olmütz (1850) gedwongen zich in een heroprichting van de Duitse Bond te schikken.
De Duitse Bond, die alle Duitse staten had omvat, viel uiteen tijdens de Pruisisch-Oostenrijkse Oorlog (14 juni – 26 juli 1866), de zogeheten Duitse Oorlog. Oostenrijk werd op 3 juli verslagen in de Slag bij Königgrätz en al snel tot onderhandelingen gedwongen. Oostenrijk erkende in de voorvrede te Nikolsburg op 26 juli en de Vrede van Praag op 23 augustus dat de Duitse Bond was ontbonden. Het veroorloofde ook Pruisen om een nieuwe bond ten noorden van de rivier de Main op te richten.
Na meerdere pogingen om de Duitse Bond (van 1815) te hervormen waren gefaald, verliet de Noord-Duitse grootmacht Pruisen de Duitse Bond met enkele bondgenoten. Er ontstond een oorlog tussen deze staten en andere, waarvan de belangrijkste Oostenrijk was. Na een snel besluit in die Duitse Oorlog van zomer 1866, stichtten Pruisen en zijn bondgenoten de Noord-Duitse Bond. Eerst was het een militaire alliantie tussen onafhankelijke staten (August-Bündnis), maar al met de bedoeling om later een federale staat te vormen met een grondwet. Dit werd gerealiseerd op 1 juli 1867.
Van 1867 tot 1871 vormde de Duitse Bond een federatie van 22 voorheen onafhankelijke staten van Noord-Duitsland, met bijna 30 miljoen inwoners. De Noord-Duitse Bond was de eerste federale Duitse staat.

### Duitse Rijk
Tijdens de Frans-Duitse Oorlog van 1870/1871 sloten zich de overgebleven Zuid-Duitse staten bij de Noord-Duitse Bond aan. Baden, Beieren, Württemberg en Hessen-Darmstadt ondertekenden verdragen met de Noord-Duitse Bond, de zogeheten Novemberverträge. Ondanks de retoriek in de verdragen, die een oprichting (Gründung) van een nieuwe Duitse Bond spraken, ging het om een toetreding tot een bestaande federale staat.
Op 18 januari 1871 kwamen in Versailles, het Duitse hoofdkwartier in Frankrijk, de meeste Duitse vorsten bij elkaar. Ze begroetten koning Wilhelm I van Pruisen als keizer, die nog kort daarvoor die titel niet wilde aannemen. Deze titel had hij echter al sinds 1 januari door de nieuwe grondwet. Ten onrechte werd de Kaiserproklamation von Versailles later gevierd als oprichtingsdatum (Reichsgründungstag) van het Duitse Rijk.
In de periode 1867-1878 volgde de eigenlijke opbouw van de nieuwe staat, dankzij een samenwerking van Bismarck met de nationaal-liberaal en vrij-conservatief gedomineerde Rijksdag. Het Duitse Rijk ontwikkelde zich voorspoedig op economisch, wetenschappelijk/technisch en militair gebied en nam zelfs de leiding hierin over van Groot-Brittannië maar op politiek gebied werd Duitsland nog altijd gedomineerd door de aristocratisch/conservatieve elite. In 1884, het jaar dat het Duitse Rijk de eerste koloniën kreeg, zou Ernst Joachim Förster overlijden. Tijdens zijn leven heeft hij de volledige transitie van het Heilige Roomse Rijk naar het Duitse Rijk meegemaakt.

## Opleiding en vorming
Tussen 1818 en 1819 studeerde Förster theologie en filosofie aan de universiteit van Jena. Van 1819-1821 studeerde hij in Berlijn en volgde colleges bij onder anderen Friedrich Schleiermacher en Georg Wilhelm Friedrich Hegel. Tijdens zijn studententijd ontmoette hij uitgever Georg Reimer, bij wie hij later enige tijd zou inwonen. In 1820 had hij een ontmoeting met Peter von Cornelius en Friedrich von Schelling. Het jaar er op zou hij de kunstacademie van Berlijn bezoeken en wordt hij een leerling van Friedrich Wilhelm von Schadow en Wilhelm Wach.

### Relatie met Goethe
Het was Johann Wolfgang von Goethe die tijdens de Pasen van 1818 het inschrijvingsbewijs van Ernst Förster voor de Universiteit van Jena contrasigneerde. Förster maakte enkele fresco's over van Goethe's gedichten. Broer Friedrich was bevriend met Goethe; Ernst zelf kwam er wel eens op bezoek; zo had hij op 5-14 november 1914 meerdere gesprekken met Goethe in Weimar. Förster stond intellectueel gezien in de traditie van Goethe; de nadruk op de verwevenheid van wetenschap, vaderland en kunst treffen we zowel bij Goethe als bij Förster aan.

### In de leer bij Cornelius
In 1822 ging Förster zich in de schilderkunst bekwamen. Eind 1823 verhuist hij naar Dusseldorf. Samen met Wilhelm Kaulbach wordt hij een leerling van Peter von Cornelius. Samen met medeleerlingen C. Hermann en J. Götzenberger werkte Förster aan het de fresco "Theologie" in het auditorium van de universiteit van Bonn. Als in 1825 Cornelius benoemd wordt tot directeur van de Königlichen Akademie der schönen Künste in München besluit Förster hem te volgen.

### Relatie met Jean Paul
Die Poesie ist die Aussicht aus dem Krankenzimmer des Lebens.
— Jean Paul. In: “Ideen-Gewimmel”

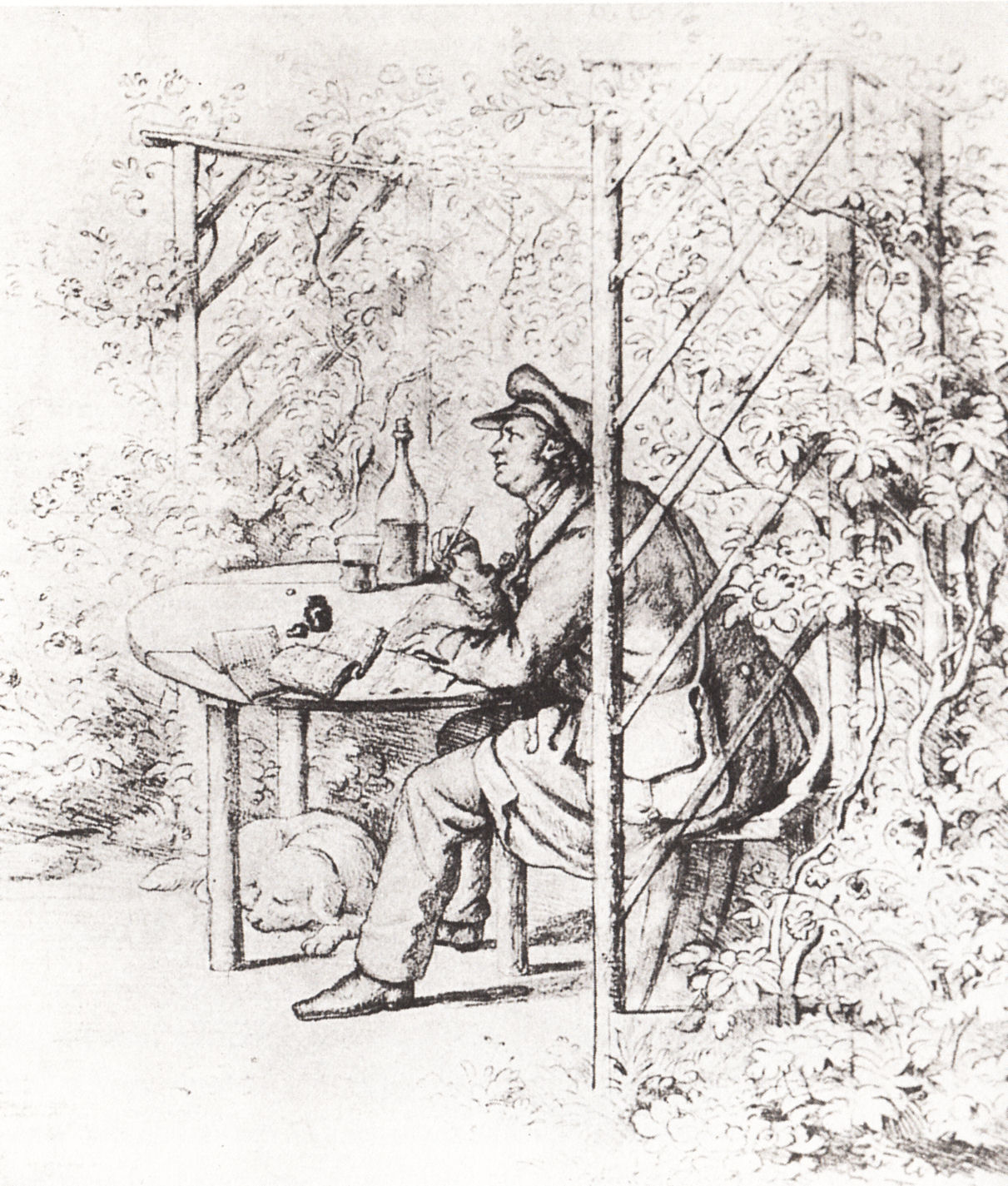
Ernst Förster - Portret van Jean Paul

Jean Paul, pseudoniem van Johann Paul Friedrich Richter (1763 — 1825), was de vader van Ernsts vrouw Emma en schrijver van onder meer satirische romans. Na zijn dood -Jean Paul stierf een jaar voor het huwelijk- bundelde Förster het werk van Jean Paul en gaf dit uit.

## Nagelaten werken
Tot het hoofdkenmerk der kunst behoort het gebonden zijn aan ene wet - welker oorsprong en werkzaamheid over de grenzen van het individu, van de tijd, de volken, de mensheid, zelfs van de onze bekende planeten, wellicht in de bouw van het heelal, in de harmonie der sferen reikt - de wet van maat en getal. Zo wordt het gewone lopen dansen, zodra het aan afgemetene beweging gebonden is; zo volgt de toon van de menselijke stem zodra hij de vlakke baan des sprekens verlaat en tot gezang opstijgt, in dat stijgen en weer dalen ene strenge getallenwet; de tot dichtkunst opgevoerde taal schikt zich gewillig naar een zekeren “rhytmus” of “metrum”; en de bouwkunst ziet zich naar oorspronkelijke verhoudingen (“proportien”) verwezen.
— Ernst Förster. In: “Vorschule der Kunstgeschichte”

### Reisgidsen

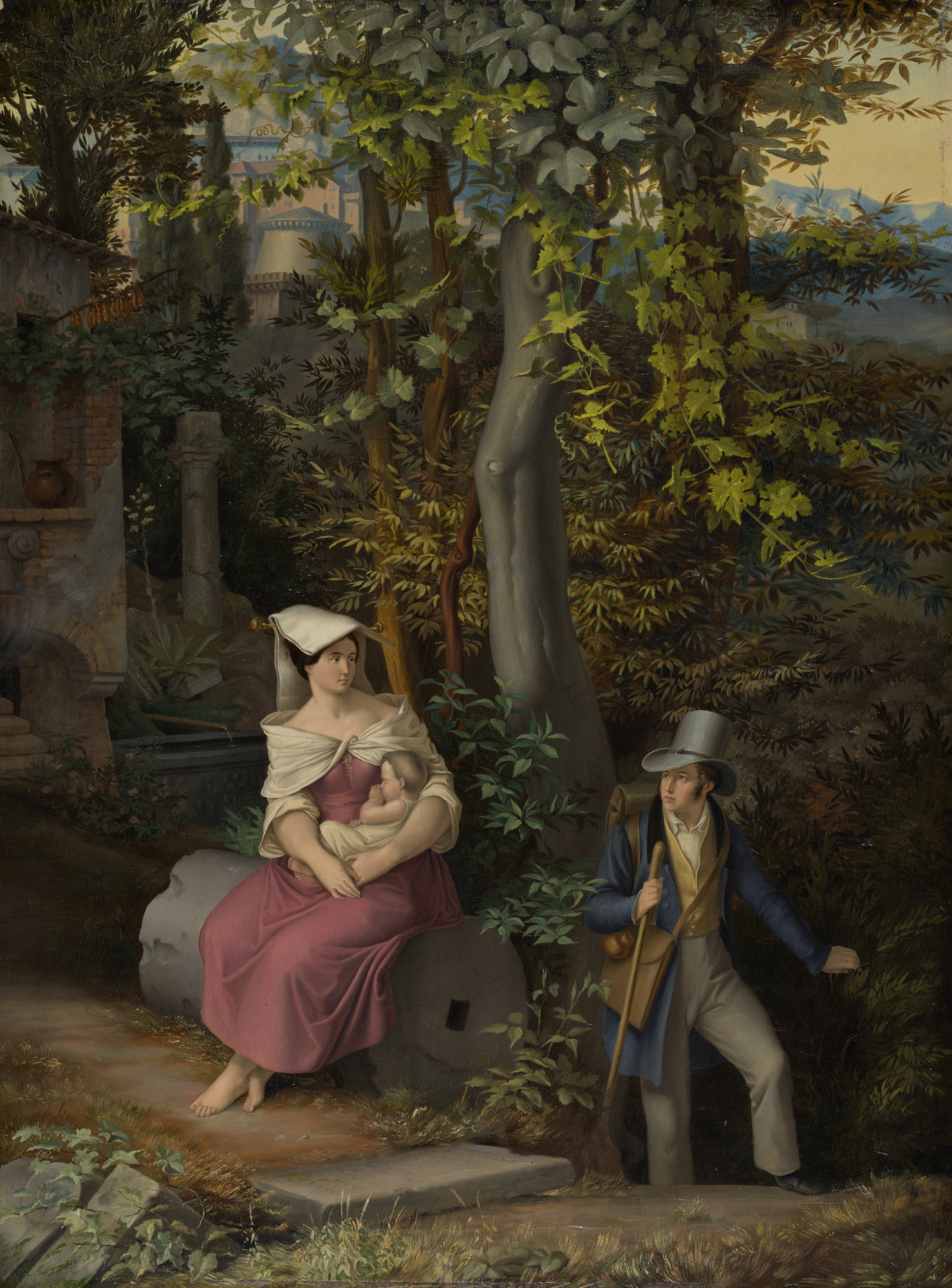
Ernst Förster - Der Wanderer (1832).
(Collectie Städtische Galerie im Lenbachhaus)

Ernst Förster schreef meerdere reisgidsen, onder meer over reizen in Italië, Duitsland en België. Zijn reisgidsen nemen een aparte plaats in in de ontwikkeling van de reisgids.
Tijdens de 18e eeuw kwam in adellijke kringen het reizen 'ter lering en vermaak' in zwang. Jonge heren van stand maakten deze reizen aan het einde van hun opleiding, waarbij nut en noodzaak filosofisch onderbouwd werd. Het idee was dat tijdens deze zogenaamde grand tour de reiziger zijn smaak en omgangsvormen kon verfijnen en teven contacten met standgenoten te leggen. De reizigers uit die tijd hielden reisverslagen met een encyclopedisch karakter bij als aandenken en om anderen te informeren over de wetenswaardigheden elders. Dit soort boekwerkjes waren meestal thematisch en vervolgens op alfabet gerangschikt. Het draaide niet de persoonlijke beleving, maar was een nauwkeurige weergave van exact meetbare parameters. Onderwerpen als handelstechnieken, verdedigingswerken, industrie en landbouw kwamen aan bod. Kunst en leven, mens en natuur waren daarbij niet thematisch gescheiden, maar vloeiden naadloos in elkaar over.
In de 19e eeuw veranderde dat. Onder invloed van de Romantiek verdwenen onderwerpen als landbouw, economie, waterhuishouding, ambacht, politiek actualiteit en sociale kwesties uit de belangstelling. Men schetste romantische taferelen, waarbij de beschrijving van het landschap zo objectief mogelijk diende te zijn. De reisgidsen van 1830 lijken daarmee wel wat op inventarislijsten van onderwerpen welke door de burger ontdekt en bewonderd moet worden. 
Door de verbeterde mogelijkheden tot reizen -de stoomtrein deed onder meer zijn intrede- werd reizen voor de burger ook toegankelijk. Deze beschikten vaak niet over een meereizende kwartiermaker, bediende en geleerde secretaris. De reisgids nam de reisgids deze functie over: en moest de reiziger in de vreemde behoeden. Onderwerpen werden niet langer op alfabet weergegeven, maar er werden logische looproutes uitgezet van punten welke gezien moesten worden. Zo ontstond er een verschuiving van een analyse van het land -waarbij de samenstellende elementen uiteen getrokken werden door ze te thematiseren- naar een poging om de essenties van een land of cultuur te geven. In verheven taalgebruik werd de lezer bewogen deze essentie te aanbidden.
De reisgidsen van Förster -geschreven rond 1840- staan in de traditie van de "grand touristen". Zijn werk is thematisch-alfabetisch ingedeeld, waarbij Förster passages toevoegde over studies van de lokale literatuur en bibliotheken. Daarbij behandelde levende schrijvers, geleerden en wetenschappers. Wat Förster ook onderscheidt van tijdgenoten is het oproepen tot persoonlijk contact met de lokale bewoners. In zijn reisgids over Italië is hij voorstander van van het opdoen van kennis over elkaar. Door de dialoog aan te gaan verwachtte hij van dat cultuurcontact tot verbroedering zou leiden. Zijn werk heeft een Verlicht-liberale inslag, maar doen niet naïef aan. Anders dan tijdgenoten laat Förster namelijk na om Italië te romantiseren. Wetenschap, vooruitgangsgeloof en neohumanisme zijn de peilers onder het werk van Förster en hij maakte verwijten aan reizigers die daaraan voorbij gaan. Zo roept hij bijvoorbeeld op om ook in de haven van Livorno te gaan kijken naar de overslagmethodes, terwijl Livorno in andere reisgidsen uit die tijd, zoals de Baedeker, slechts een voetnoot is.
- Bibliothèque nationale de France: cb13622718h (data)
- Gemeinsame Normdatei: 116642718
- International Standard Name Identifier: 0000 0001 1061 6472
- Library of Congress Control Number: nr94029855
- Nationale Bibliotheek van Tsjechië: xx0092851
- Nationale Bibliotheek van Israël: 987007261295205171
- Nederlandse Thesaurus van Auteursnamen: 071846573
- RKD-Nederlands Instituut voor Kunstgeschiedenis: 217823
- Système universitaire de documentation: 066940486
- Union List of Artist Names: 500086365
- Virtual International Authority File: 49399287
- WorldCat: E39PBJcWttVjCwjTfkCYTJ6tKd